# Nagari Lolo
Nagari Lolo is een bestuurslaag in het regentschap Solok van de provincie West-Sumatra, Indonesië. Nagari Lolo telt 5770 inwoners (volkstelling 2010).